# Thomas Pawlowski
Thomas Pawlowski, né à Marconne le 6 juin 1982, est un dirigeant du secteur audiovisuel et numérique. Il est actuellement directeur délégué de RFM. 
Il a notamment été directeur de la communication d’Europe 1 et directeur de la communication et du marketing d’AdopteUnMec.com.

## Biographie

### Formation
Diplômé de l’Institut d’études politiques de Grenoble, Thomas Pawlowski est également titulaire d’un master de marketing et stratégies de communication du Celsa la Sorbonne et d’un master de Risks Management d’HEC Paris.

### Carrière

#### AdopteUnMec
Après avoir commencé sa carrière au sein du groupe NRJ puis de Goom Radio, c’est en 2011 au sein de la start-up AdopteUnMec.com  dont il est Directeur de la communication et du marketing que Thomas Pawlowski se fait remarquer. Avec Manuel Conejo et Florent Steiner les deux fondateurs, il lance une communication disruptive et décalée donnant aux filles le pouvoir, une des clés de la réussite du site. Les campagnes de communication sont conçues à chaque fois en interne et sans agence.
C’est le 11 septembre 2012 que le site fait le plus parler de lui avec l’ouverture d’une boutique éphémère dans le 1er arrondissement de Paris. L’événement a suscité un large intérêt de la part des médias français et internationaux, de la BBC en passant par Good Morning America et a généré plus de quatre mille retombées presse dans cinquante pays différents. On pouvait y voir de vrais hommes, initialement utilisateurs du site, poser dans des boîtes géantes dans le style des poupées Barbie. La campagne a été primée au Grand Prix Stratégies de la communication événementielle en 2012. En 2013, le site met en avant le potentiel "câlin" des hommes par une campagne faisant poser ses mannequins avec des oursons, des lionceaux et autres animaux.
Son business model reposant entièrement sur les inscriptions payantes. À la fin 2013, le chiffre d’affaires d’Adopte s’élève à 30 millions d’Euros. Selon L’Expansion l’application mobile AdopteUnMec est, en dehors des jeux, celle qui a généré le plus de revenus en France en 2013. 
Selon l'institut d'analyse App Annie, AdopteUnMec.com est l'application (hors jeux) la plus rentable en France en 2015.

#### Europe1 et Lagardère Active
En juin 2013, Thomas Pawlowski quitte AdopteUnMec pour prendre la direction de la communication d’Europe1 et la communication du pôle radio-TV de Lagardère au côté de Fabien Namias, Directeur général d’Europe 1. Ce périmètre englobe les radios françaises (Virgin, RFM, Europe 1) et internationales de Lagardère ainsi que les chaînes « jeunesse et famille » (Gulli, Canal J et Tiji), la chaine féminine « jeunes adultes » June, et les chaines « musicales » Mezzo, MCM, MCM Pop, Virgin Radio Tv, RFM Tv.  Comme il l’avait fait chez AdopteUnMec.com, Thomas Pawlowski internalisera tout le processus de création des campagnes de communications et redynamisera la communication d’Europe1, ce qui sera salué par la presse spécialisée. Europe 1 adopte une communication plus disruptive. Pour les élections municipales, elle affrète un train aux couleurs d’Europe 1 qui sillonnera le pays, pour sa rentrée elle réalisera une campagne reprenant les codes des campagnes électorales, elle interpellera même la maison blanche pour tenter de décrocher une interview du Président Obama avec un encart publicitaire placé dans le Washington Post aux États-Unis. Pour tenter de relancer l’émission de Cyril Hanouna qui peine à trouver son audience, Thomas Pawlowski fera appel à Chuck Norris pour la nouvelle campagne de communication de l’émission.  Sous son impulsion Europe 1 accélèrera sur le numérique également en devenant notamment la première radio en termes de communauté sur les réseaux sociaux, dépassant 1 million de followers sur Twitter et en étant le premier média à avoir sa salle destinée aux social media, avec la création d’une Social Room. Thomas Pawlowski orchestera également les 60 ans de la station en relançant notamment les historiques « Podium d’Europe1 » dont un avec Vianney, Calogéro, Zaz, Louane… sera diffusé sur D8 en prime time et obtiendra des records d’audience, puisqu’il sera suivi par 1,3 million de téléspectateurs. En parallèle de ses fonctions de Directeur de la communication du pôle radio-télé, Thomas Pawlowski devient en juin 2015, Directeur délégué de RFM. Pour la campagne de rentrée 2016, il confie les photos de la campagne à Nikos Aliagas animateur de la station. En février 2016, à la demande de Denis Olivennes, Thomas Pawlowski quitte ses fonctions de Directeur de la communication pour se consacrer à plein temps à RFM. Les audiences d’Europe 1 sont alors à 9,1 %.

#### RFM
Thomas Pawlowski prend la tête de RFM et de RFM TV en juin 2015, il est alors le plus jeune patron d’un réseau national en France, sa stratégie consiste à revenir sur le terrain, donner plus de saillance à la radio et d’accélérer sur le numérique.
Il nomme Stéphane Bosc à la Direction des programmes de RFM et recrute Élodie Gossuin pour devenir la matinalière de RFM. Avec Justine Fraïoli et Karine Ferri, RFM devient la seule radio ou les filles sont plus connues que les garçons.[réf. nécessaire]
Sous son impulsion RFM accélère sur le numérique, plus de vingt webradio sont lancées. En juin 2016, RFM est la première radio en Europe à rediffuser un concert en direct sur FacebookLive. L’événement est un carton puisqu'il suscitera 1,4 million de vues en 24h.
En mai de la même année, RFM est la première radio à retransmettre la finale de l’Eurovision. RFM participe au choix de la chanson d’Amir qui termine à la 6e place. L’émission est un succès d’audience. RFM aura dès novembre 2015 été la première radio à diffuser la chanson d’Amir.
En juin 2016, il célèbre les 35 ans de RFM en faisant revenir à l’antenne les anciennes stars de l’antenne (Eddy Mitchell, Françoise Hardy) et retrouve le créateur de RFM, Patrick Meyer.
En juin toujours, Thomas Pawlowski débauche l’ancien no 1 d’Universal et no 2 d’Universal Monde, le producteur de disques Pascal Nègre. Il lui confie une émission « Pascal fait ses numéros » chaque samedi et dimanche, Pascal Nègre est reconduit pour la saison 2016-2017.
Pour la rentrée 2016, il débauche l’imitateur Marc-Antoine Lebret d’Europe1 pour assurer une pastille humoristique dans la matinale de RFM toute la saison. Matinale qu’il confie désormais à Albert Spano, toujours aux côtés d’Élodie Gossuin.
À contre-courant de la mouvance, Thomas Pawlowski s’est toujours prononcé en faveur des quotas radios et a poussé à l’antenne de RFM des artistes comme Vianney, La Grande Sophie, Shake shake Go, Amir, Joyce Jonathan ou encore Cocoon.[réf. nécessaire]

### Engagement
En décembre 2012, alors que les manifestations contre le « Mariage pour tous » se multiplient dans le pays, Thomas Pawlowski lance la première pétition d’artistes publiée sur le site du Huffington Post en faveur du mariage pour tous signée par Julien Clerc, Alex lutz, Mika, Patricia Kaas, La Grande Sophie, Lara Fabian… Quelques jours plus tard il publie une seconde tribune en faveur du Mariage pour Tous.

### Récompenses
- 2012 - Grand Prix Stratégies[29] de la communication événementielle pour la « Boutique AdopteUnMec »
- 2012 – « Luxembourg Marketing & Communication Awards » - Invité et Award d’honneur pour la communication d’AdopteUnMec.com[30]
- 2013 – « Luxembourg Marketing & Communication Awards » - Invité et Award d’honneur pour la communication d’Europe1.